# Astyposanthes subviscosa
Astyposanthes subviscosa là một loài thực vật có hoa trong họ Đậu. Loài này được (Benth.) Herter mô tả khoa học đầu tiên năm 1943.